# Grande Prêmio Criquielion
O Grande Prêmio Criquielion (oficialmente: Grand Prix Criquielion) é uma corrida ciclista de um dia belga. O seu nome deve-se ao exciclista Claude Criquielion.
Começou-se a disputar em 2000 como amador, ainda que no 2002 não se disputou, até que desde 2012 começou a ser profissional fazendo parte do UCI Europe Tour, dentro da categoria 1.2 (última categoria do profissionalismo); por isso a maioria dos seus ganhadores têm sido belgas.

## Palmarés
Em amarelo: edição amador.
| Ano                        | Ganhador           | Segundo            | Terceiro           |
| -------------------------- | ------------------ | ------------------ | ------------------ |
| Grande Prêmio Criquielion  |                    |                    |                    |
| 1991                       | Claude Criquielion | Marc Sergeant      | Rudy Dhaenens      |
| 1992-1994                  | Pas de course      | Pas de course      | Pas de course      |
| 1995                       | Gino Primo         | Malcolm Lange      | Gianni Riviera     |
| 1996                       | Johan Remels       | Pascal Defourni    | Pawel Kowalski     |
| 1997                       | Steve Van Acken    | Yannick Lucchini   | Geert Verdeyen     |
| 1998                       | Sven Nys           | Geert Verdeyen     | Jan Clas           |
| 1999                       | Gianni David       | Danny Vandermassen | Guido Ringoet      |
| Grand Prêmio do Presidente |                    |                    |                    |
| 2000                       | Johan Verhaegen    | Guillaume Laloux   | Yvan Moreau        |
| 2001                       | Cameron Hugues     | David McPartland   | Carlo Meneghetti   |
| Grand Prêmio Criquielion   |                    |                    |                    |
| 2002                       | Renaud Boxus       | Johan Verhaegen    | Ken Hashikawa      |
| 2003                       | Kurt Hovelijnck    | Stéphane Pétilleau | Assan Bazayev      |
| 2004                       | Hamish Haynes      | David O'Loughlin   | Raphaël Bastin     |
| 2005                       | Kevin Degezelle    | Heath Blackgrove   | Yuriy Yuda         |
| 2006                       | Jonathan Henrion   | Jérôme Baugnies    | Rob Hurd           |
| 2007                       | Michael Blanchy    | Bobbie Traksel     | Zdeněk Štybar      |
| 2008                       | Fabio Polazzi      | Dave Bruylandts    | Thomas Degand      |
| 2009                       | Nico Kuypers       | Thomas Degand      | Gunter Sterck      |
| 2010                       | Jelle Wallays      | Jarl Salomein      | Julien Vermote     |
| 2011                       | Tim de Troyer      | Laurent Donnay     | Maarten Vlasselaer |
| 2012                       | Tom David          | Jonathan Breyne    | Niels Wytinck      |
| 2013                       | Boris Vallée       | Gijs Van Hoecke    | Eugenio Alafaci    |
| 2014                       | Kevin Peeters      | Bert Van Lerberghe | Kevin Deltombe     |
| 2015                       | Jelle Wallays      | Jef Van Meirhaeghe | Thomas Vaubourzeix |
| 2016                       | Timothy Dupont     | Timothy Stevens    | Rob Leemans        |
| 2017                       | Bram Welten        | Arjen Livyns       | Lionel Taminaux    |
| 2018                       | Lionel Taminiaux   | Alfdan De Decker   | Alexander Maes     |
| 2019                       | Arne Marit         | Milan Menten       | Žiga Jerman        |

## Palmarés por países
| País          | Vitórias |
| ------------- | -------- |
| Bélgica       | 21       |
| Reino Unido   | 2        |
| Nova Zelândia | 2        |
| Países Baixos | 1        |